# Kathleen Heddle
Kathleen Joan Heddle (Trail, 27 de noviembre de 1965-Vancouver, 11 de enero de 2021) fue una remera canadiense. Junto con su compañera Marnie McBean fueron las primeras canadienses en ganar tres medallas olímpicas de oro.

## Carrera deportiva
En 1997 fue galardonada con la Orden de la Columbia británica y fue incluida en el Salón de la Fama del Deporte Canadiense. También ganó la medalla Thomas Keller, premio otorgado por la FISA, la Federación Internacional de Remo, por su carrera internacional.
Falleció a los 55 años de edad, el 11 de enero de 2021 tras padecer cáncer de mama y de ganglios linfáticos.